# Rue de Montreuil (Vincennes)

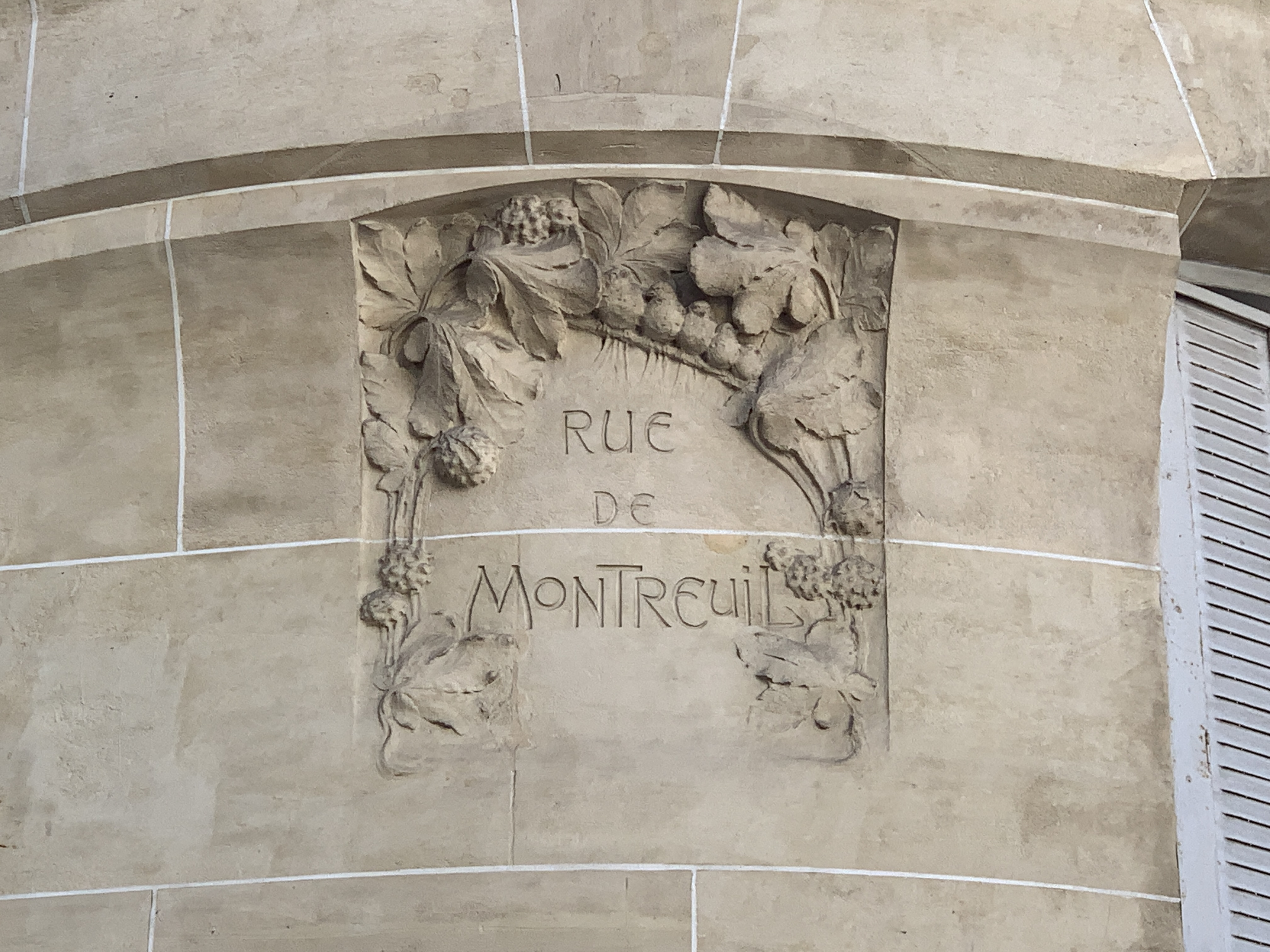
Bas-reliëf op het gebouw Rue de Montreuil 17, op de hoek met de Avenue Lamartine

De Rue de Montreuil is een straat in de Franse gemeente Vincennes.
De Rue de Montreuil ligt in de Quartier Nord, de wijk in het noorden van de gemeente. Het is een relatief smalle straat met eenrichtingsverkeer.
Een opmerkelijk gebouw is het voormalig gemeentelijk badhuis, gebouwd in 1907. De gevel van het gebouw, bekend als Bains Montansier, is versierd met gekleurde keramiektegels.

## Geschiedenis

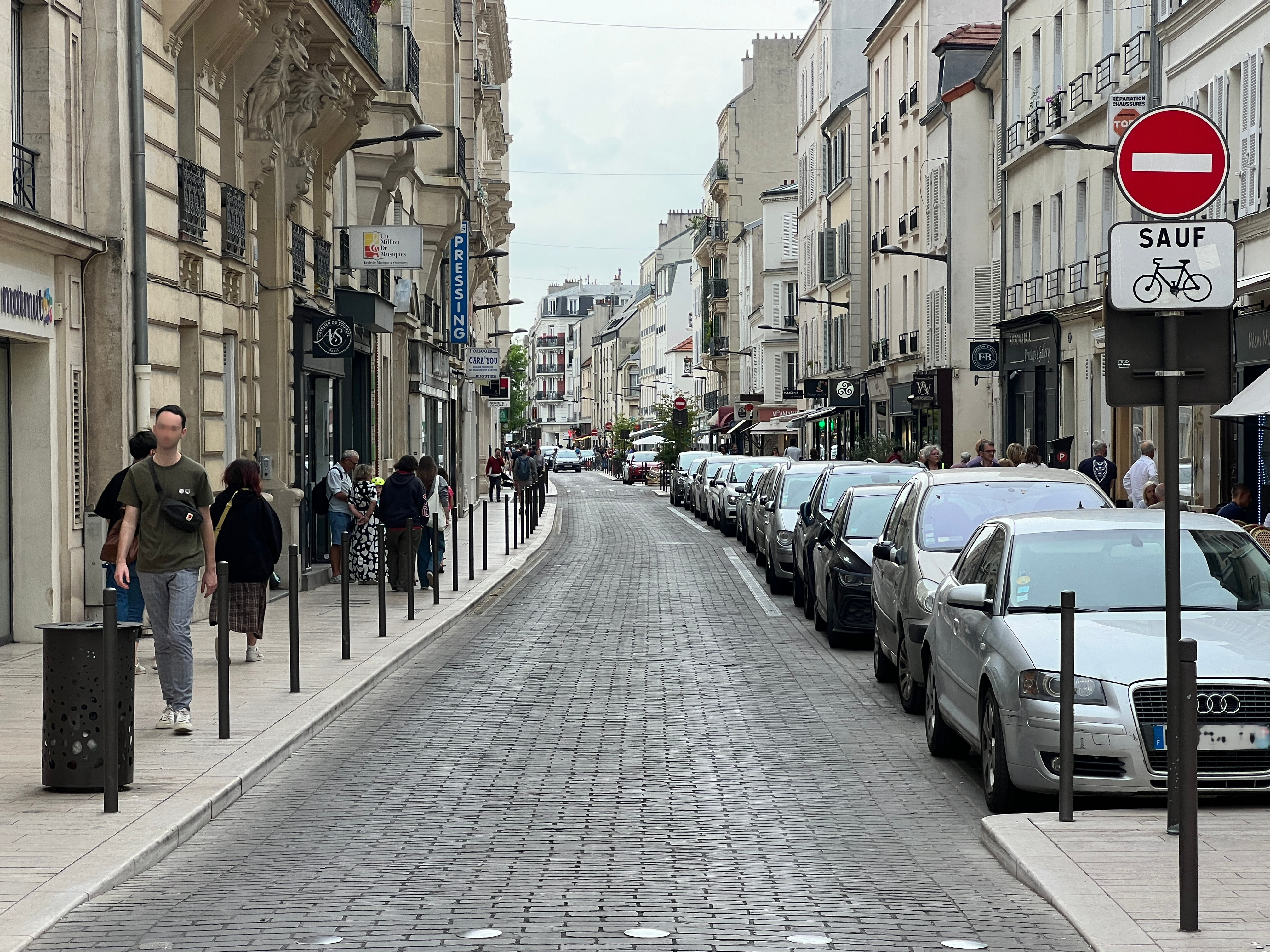
Rue de Montreuil

De Rue de Montreuil was van oudsher de verbindingsweg tussen Vincennes en Montreuil. In 1829 werden 58 hectare overgeheveld van Montreuil naar Vincennes en zo kwam de Rue de Montreuil in Vincennes te liggen. Het was toen een weg die langsheen kleine landbouwpercelen liep en waarlangs maar enkele huizen stonden. Pas vanaf het laatste kwart van de 19e eeuw kwam er meer bebouwing. Een belangrijk startpunt was de verkaveling van het drie hectare grote domein van de Parijse tandarts Regnart, dat aan de Rue de Montreuil grensde. Dit werd na zijn dood in 1847 door zijn erfgenamen verkaveld. Er kwamen nieuwe wegen die uitgaven op de Rue de Montreuil. Door het verbeterde openbaar vervoer groeide de bevolking van Vincennes snel en ook de noordelijke wijk rond de Rue de Montreuil raakte volgebouwd. Ten gevolge van de woningnood na de Tweede Wereldoorlog verdween een deel van de woonhuizen en ateliers om plaats te maken voor flats.

## Afbeeldingen

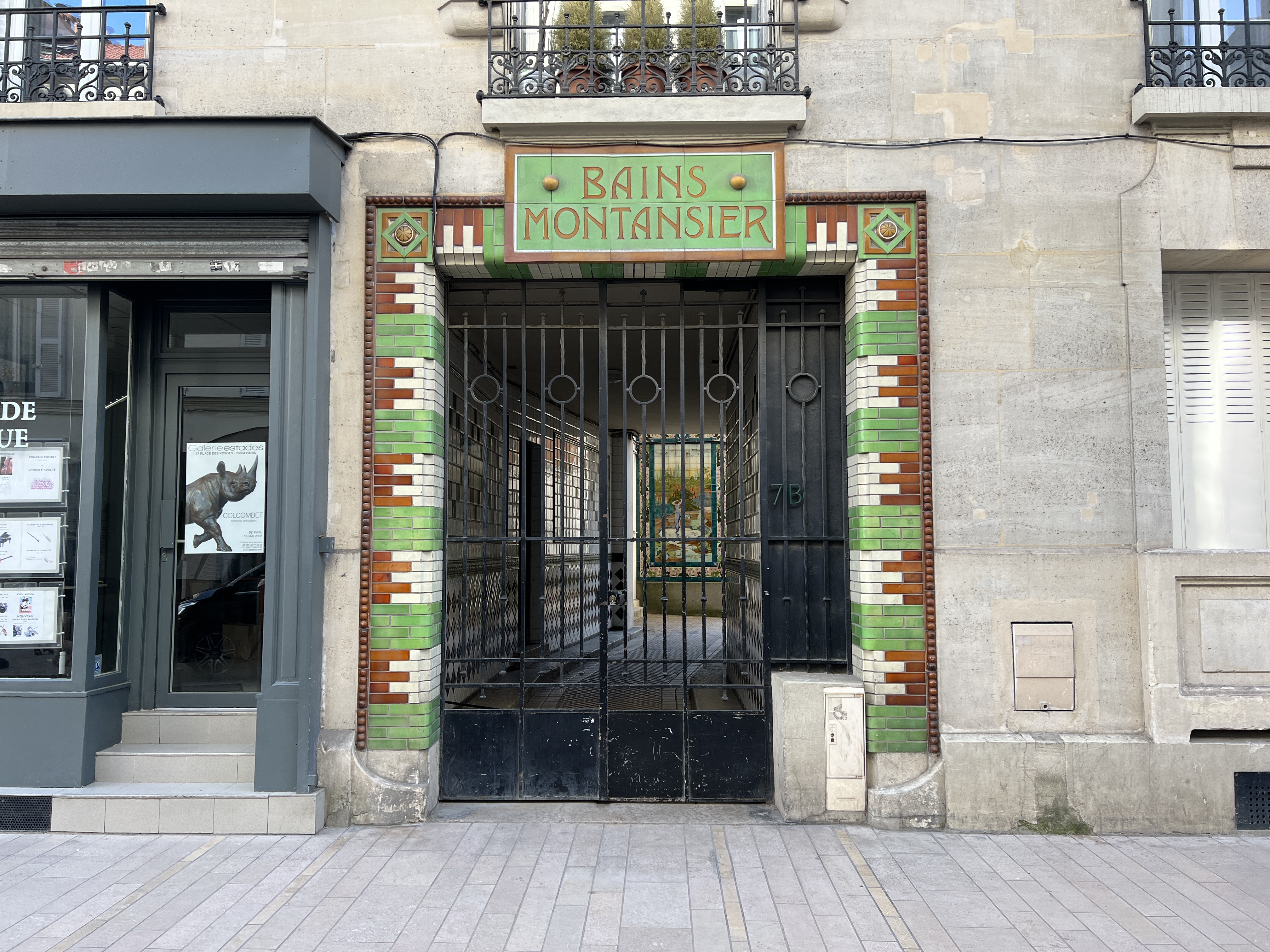
Bains Montansier, Rue de Montreuil 7
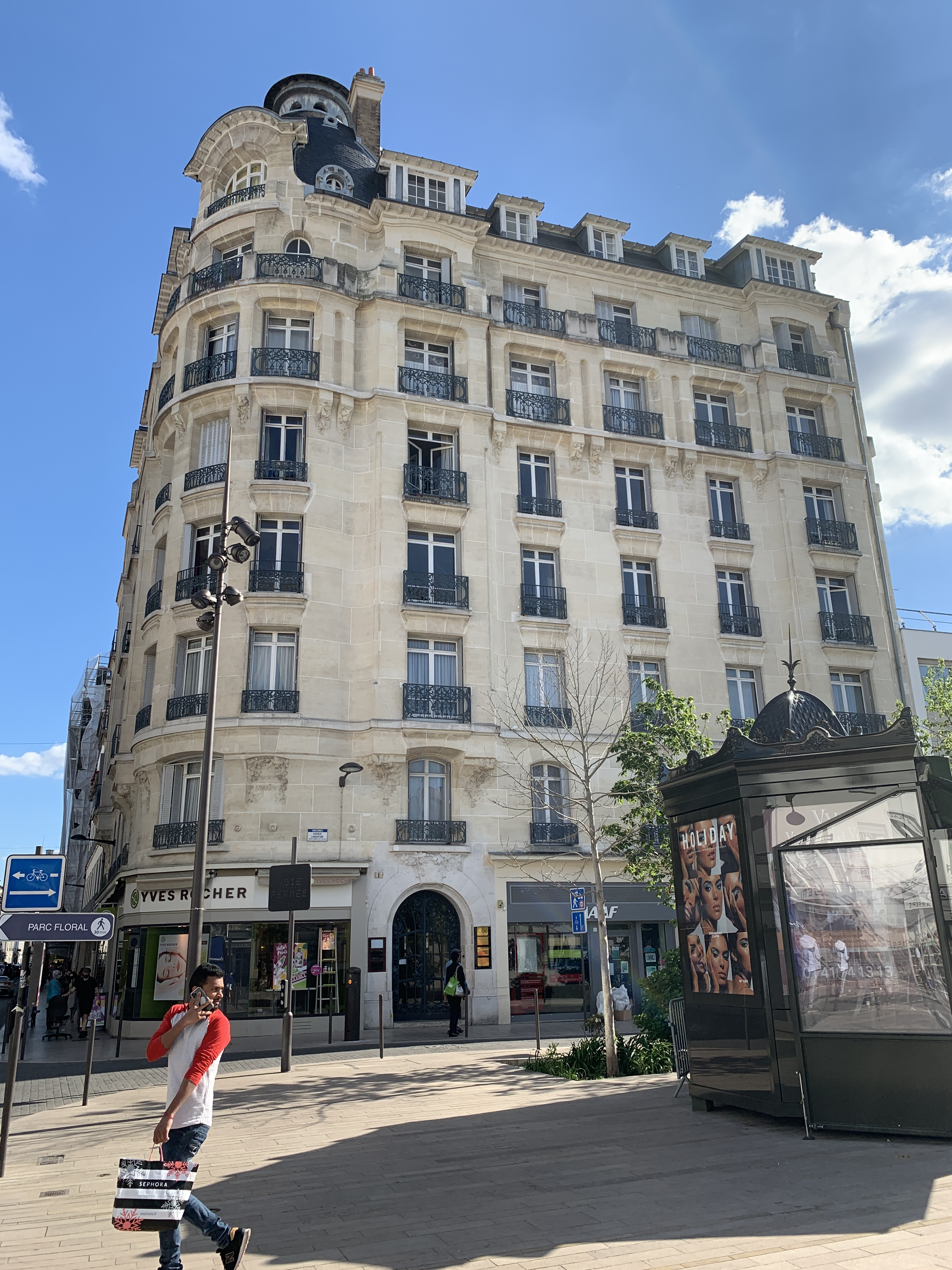
Rue de Montreuil 17
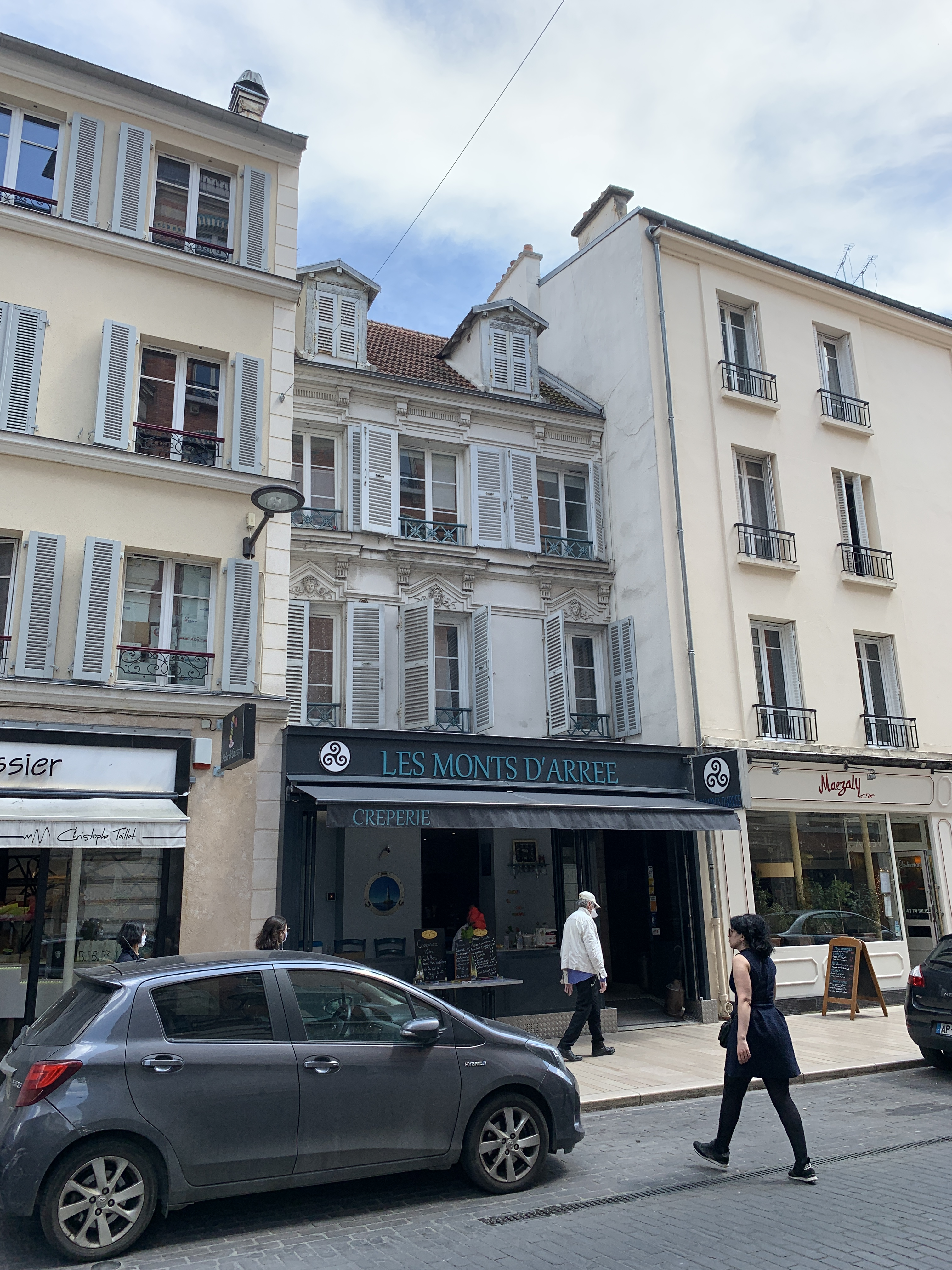
Rue de Montreuil 28
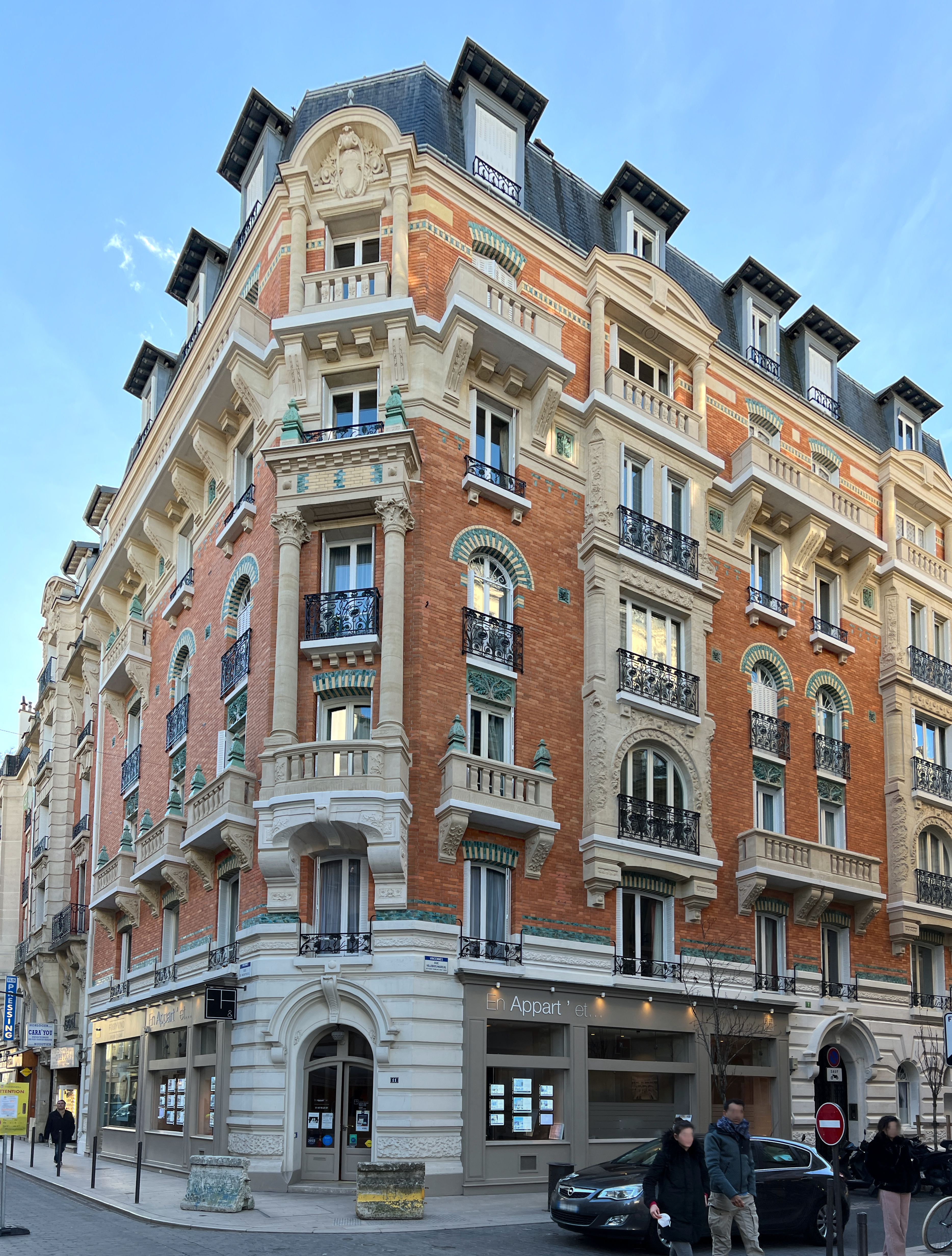
Rue de Montreuil 11